# 上阿斯巴赫
上阿斯巴赫（德語：Oberasbach）是德国巴伐利亚州的一个市镇。总面积12.10平方公里，总人口17252人，其中男性8290人，女性8962人（2011年12月31日），人口密度1 426人/平方公里。

## 友好城市
- 法國 库泽克斯